# Pokrzywno (Basse-Silésie)
Pour les articles homonymes, voir Pokrzywno.
Pokrzywno est une localité polonaise de la gmina de Bystrzyca Kłodzka, située dans le powiat de Kłodzko en voïvodie de Basse-Silésie.